# Abeliofylum
Abeliofylum (Abeliophyllum) – rodzaj roślin z rodziny oliwkowatych (Oleaceae). Jest to takson monotypowy, obejmujący tylko gatunek abeliofylum koreańskie Abeliophyllum distichum Nakai, Bot. Mag. (Tokyo) 33: 153 1919. Występuje on na Półwyspie Koreańskim, jako gatunek skrajnie nieliczny w stanie dzikim (mniej niż 20 roślin), gdzie rośnie w zaroślach na suchych siedliskach. Kwiaty są różnosłupkowe, podobne do kwiatów forsycji, ale białe. Owoce oskrzydlone, podobne do owoców fontanezji. Roślina uprawiana jest jako ozdobna. Opisywana jest jako łatwa w uprawie, ale jej pączki kwiatowe przemarzają podczas wiosennych przymrozków.

## Morfologia

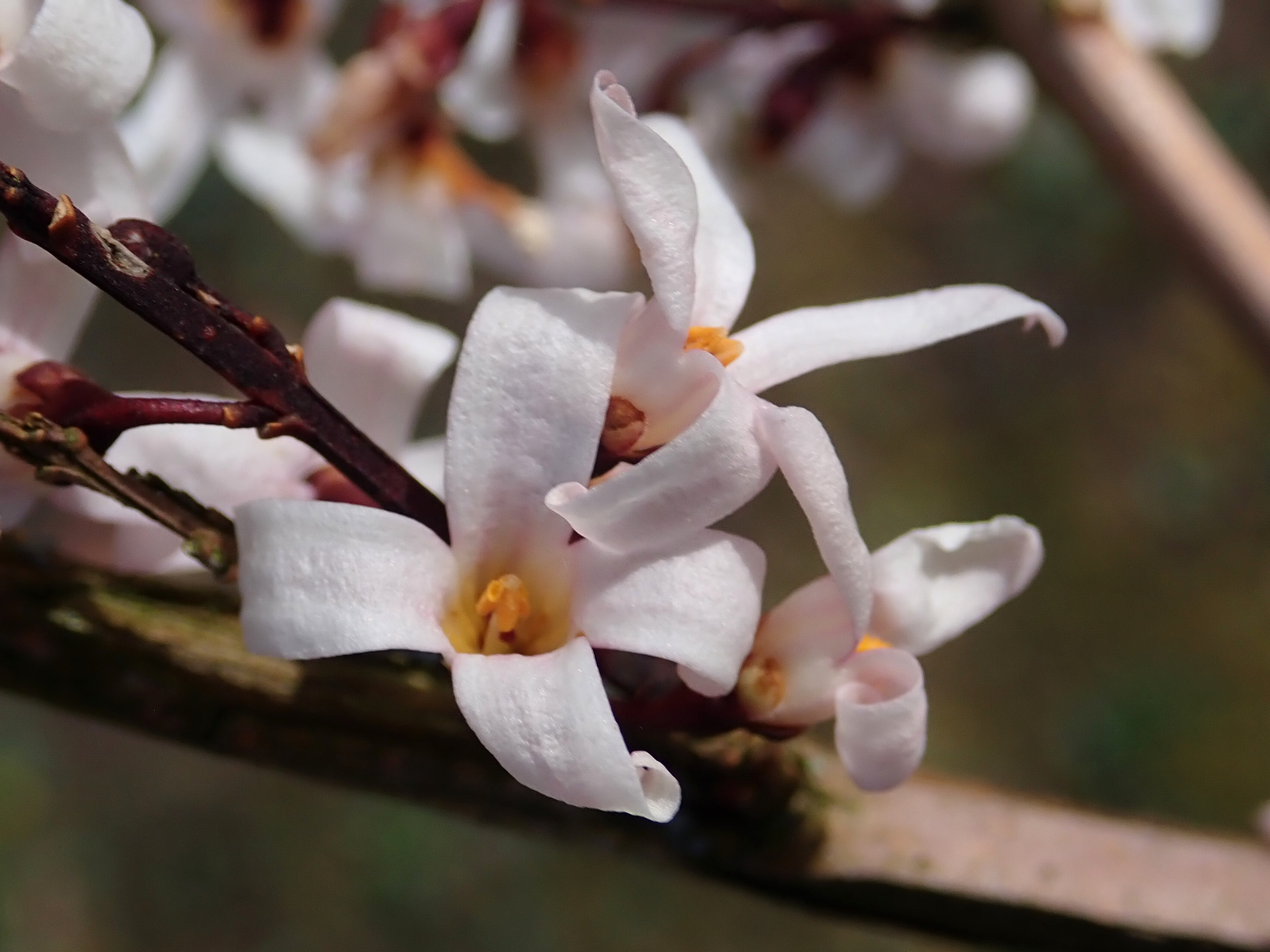
Kwiaty

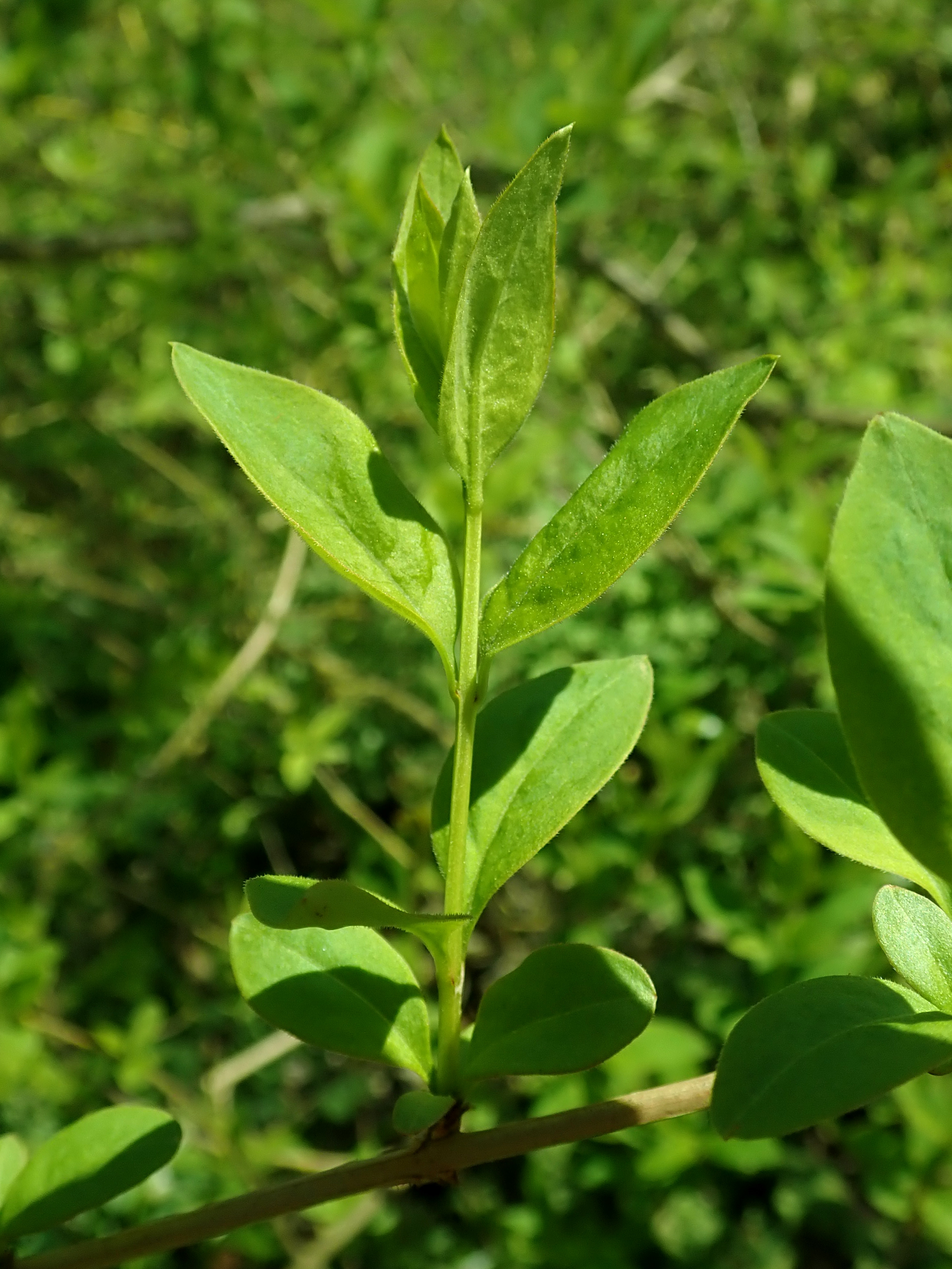
Liście

PokrójKrzewy osiągające do ok. 2 m wysokości.
LiścieSezonowe, naprzeciwległe, pojedyncze, delikatnie ząbkowane.
KwiatyObupłciowe, skupione w krótkich gronach wyrastających w kątach ubiegłorocznych liści. Kielich składa się z czterech działek zrośniętych u nasady. Płatki korony są także cztery, zrośnięte nasadami w krótką, białą lub różową rurkę o długości ok. 3 mm, z czterema taśmowatymi łatkami o długości ok. 1 cm, na końcach wyciętymi. Pręciki są dwa schowane w rurce korony. Zalążnia jest górna, dwukomorowa, z pojedynczymi zalążkami w komorach. Szyjka słupka jest pojedyncza, na końcu dwudzielna, krótsza lub dłuższa od pręcików – zjawisko to będące przystosowaniem do zapylenia krzyżowego zwane jest różnosłupkowością.
OwoceOskrzydlone dookoła torebki.

## Systematyka
Pozycja systematyczna
Rodzaj z rodziny oliwkowatych (Oleaceae) z rzędu jasnotowców (Lamiales). W obrębie rodziny zaliczany do plemienia Forsythieae (który tworzy wspólnie z rodzajem forsycja Forsythia).